# Минзетешть (Ясси)
Минзетешть, Минзетешті (рум. Mânzătești) — село у повіті Ясси в Румунії. Входить до складу комуни Унгень.
Село розташоване на відстані 330 км на північ від Бухареста, 10 км на схід від Ясс.

## Населення
За даними перепису населення 2002 року у селі проживали 933 особи, усі — румуни. Усі жителі села рідною мовою назвали румунську.